# پیرو (کالیفرنیا)
پیرو (به انگلیسی: Piru) یک منطقهٔ مسکونی در ایالات متحده آمریکا است که در شهرستان ونتورا، کالیفرنیا واقع شده‌است. پیرو ۷٫۳۴۳ کیلومتر مربع مساحت و ۲٬۰۶۳ نفر جمعیت دارد و ۲۱۶ متر بالاتر از سطح دریا واقع شده‌است.